# Vila Flor (freguesia)
Vila Flor era una freguesia portuguesa del municipio de Vila Flor, distrito de Braganza.

## Historia
Con fuero otorgado por el rey D. Dinis en 1286, Vila Flor tuvo un importante crecimiento a fines de la Edad Media, al acoger a familias judías perseguidas en otros lugares y que aquí desarrollaron la agricultura, el comercio e industrias de curtido y orfebrería. Con la expulsión de los judíos y la emigración a las nuevas colonias de buena parte de la juventud, Vila Flor inició una época de decadencia, de la que solo saldría en el paso del siglo XVII al XVIII, aunque hubo otra grave crisis a fines del XIX.
La freguesia de Vila Flor fue suprimida el 28 de enero de 2013, en aplicación de una resolución de la Asamblea de la República portuguesa promulgada el 16 de enero de 2013 al unirse con la freguesia de Nabo, formando la nueva freguesia de Vila Flor e Nabo, conservando, empero, la sede de la nueva unidad.

## Patrimonio
- El monumento más destacado de Vila Flor es su iglesia parroquial, construida en estilo barroco en el siglo XVIII. Su fachada impresionó a José Saramago, que en su Viaje a Portugal la describe en estos términos:

El pórtico de esta parroquia del siglo XVII [sic] es digno de grandes atenciones y de una demora suficiente: las columnas torsas, los motivos florales, la geometría de otros, arman un conjunto que queda en la memoria

- pelourinho, del siglo XVII, con fuste octogonal y remate en forma de bola.
- Arco de D. Dinis, parte de la antigua muralla y único vestigio del antiguo castillo.
- La llamada Fuente Romana, cubierta con una cúpula, sostenida por pilares en las cuatro esquinas y columnas con capiteles jónicos en los vanos intermedios.